# Catocala kansuensis
Catocala kansuensis là một loài bướm đêm trong họ Erebidae.